# Gakbuk-myeon
Gakbuk-myeon (koreanska: 각북면) är en socken i Sydkorea. Den ligger i kommunen Cheongdo-gun i provinsen Norra Gyeongsang, i den sydöstra delen av landet, 250 km sydost om huvudstaden Seoul.